# Kanonierblumen
Die Kanonierblumen (Pilea), auch Artilleriepflanzen oder Schleuderblumen genannt, sind die größte Gattung innerhalb der Familie der Brennnesselgewächse (Urticaceae). Einige der Arten werden als Zierpflanzen verwendet.

## Merkmale
Es handelt sich zumeist um mehrjährige krautige Pflanzen oder Halbsträucher, seltener auch um Sträucher. Brennhaare haben die Pflanzen nicht. Bei vielen Arten sind die Stängel sukkulent und brechen sehr leicht ab. Allerdings wurzeln abgebrochene Pflanzenteile leicht wieder an.
Die einfachen Laubblätter stehen fast immer gegenständig, wobei gegenüberliegende Blätter gleich oder auch verschieden ausgebildet sein können. Es gibt sowohl Arten mit kreuzgegenständiger wie mit zweizeiliger Blattstellung. Nebenblätter können fehlen, oder es stehen zwei häutige Nebenblätter an jedem Stängelknoten, wobei diese dann meist in den Blattachseln und nicht zwischen den Blattbasen stehen.
Oft gehen vom Blattgrund drei deutliche Blattadern in einem Bogen zur Blattspitze. Die Blattfläche ist bei vielen Arten durch die auf der Blattunterseite hervortretenden Blattadern runzelig.
Die vielblütigen Blütenstände bestehen aus verschiedenen Anordnungen kleinerer knäueliger Teilblütenstände. Sie sind blattachselständig, wobei bei einigen Arten die Tragblätter auch reduziert sind, so dass ein scheinbar endständiger Blütenstand entsteht. Die Blüten können zwittrig oder eingeschlechtig sein, und es gibt sowohl monözische wie diözische Arten. Die unauffällige Blütenhülle besteht aus meist 4 oder 5 Zipfeln. Die Samen sind mit meist etwa 0,3 mm Durchmesser sehr klein. Dafür produzieren die Pflanzen außerordentlich viele Samen.
Die Pollen werden von den Pflanzen durch die sich plötzlich entspannenden Staubfäden aus den Antheren geschleudert. Bei einigen Arten werden später auch noch die Samen durch eine plötzliche Streckung der Reste der Staubblätter aus der Frucht katapultiert. Daher haben die Pflanzen auch ihren Namen.

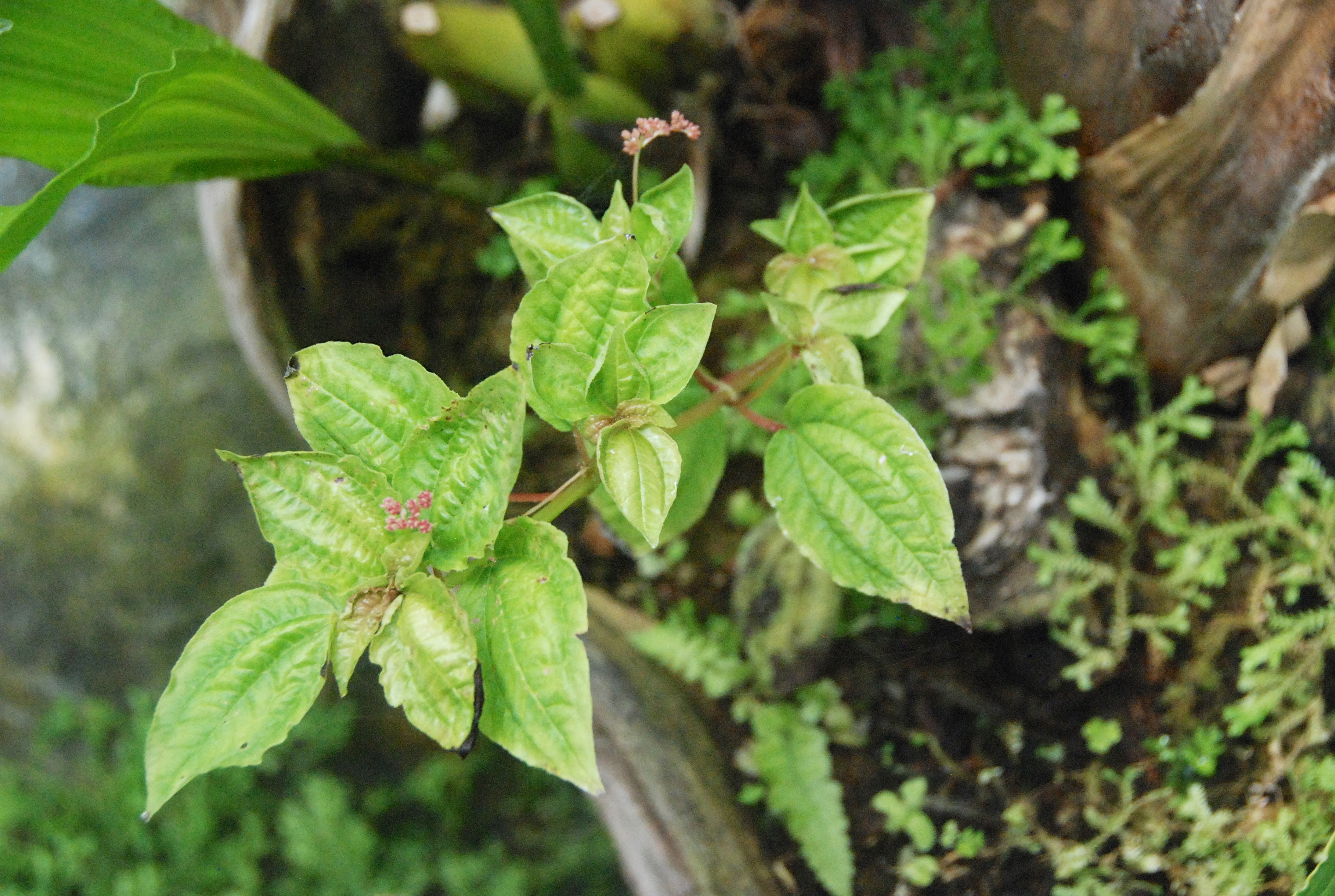
Pilea cocottei

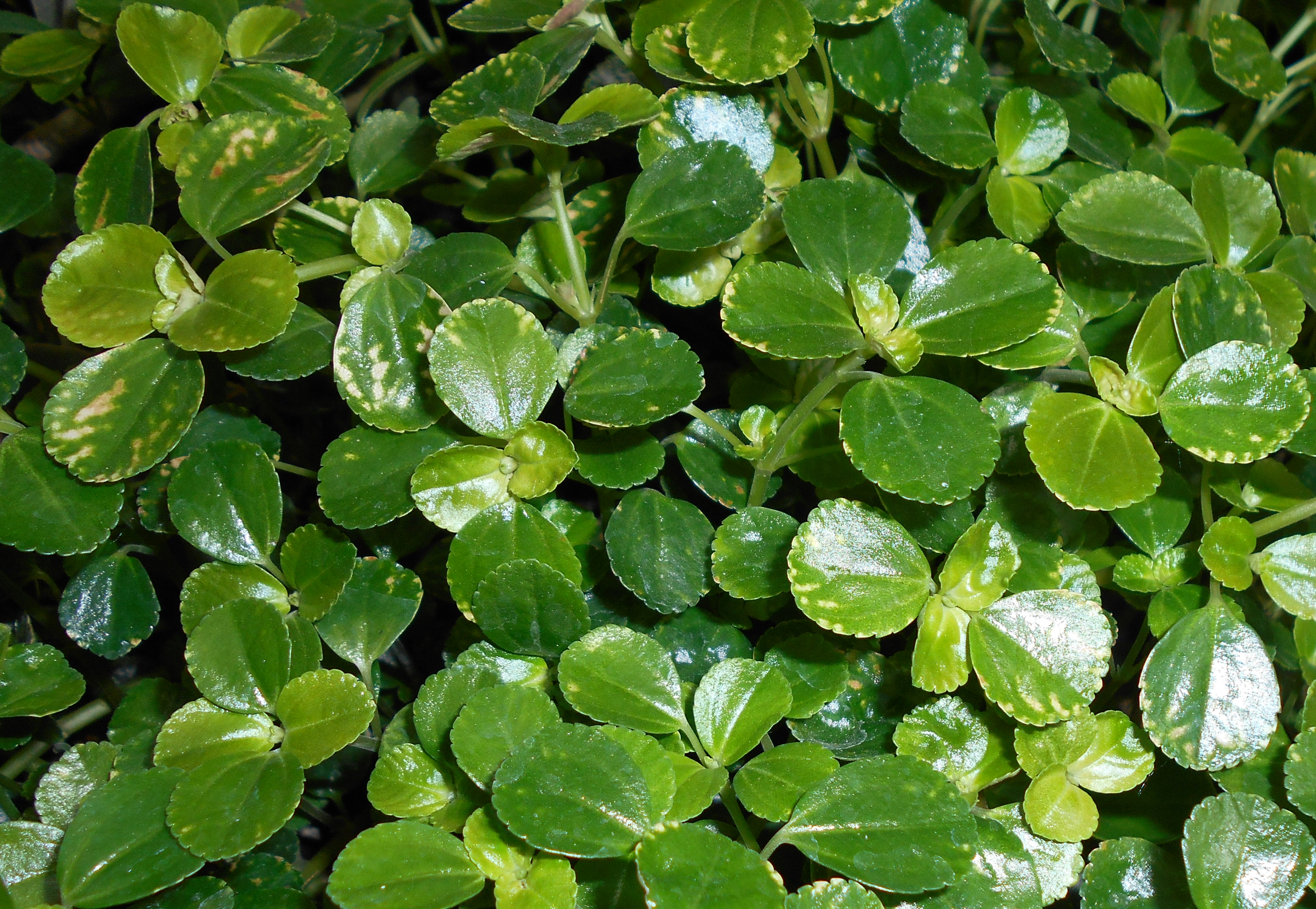
Pilea depressa

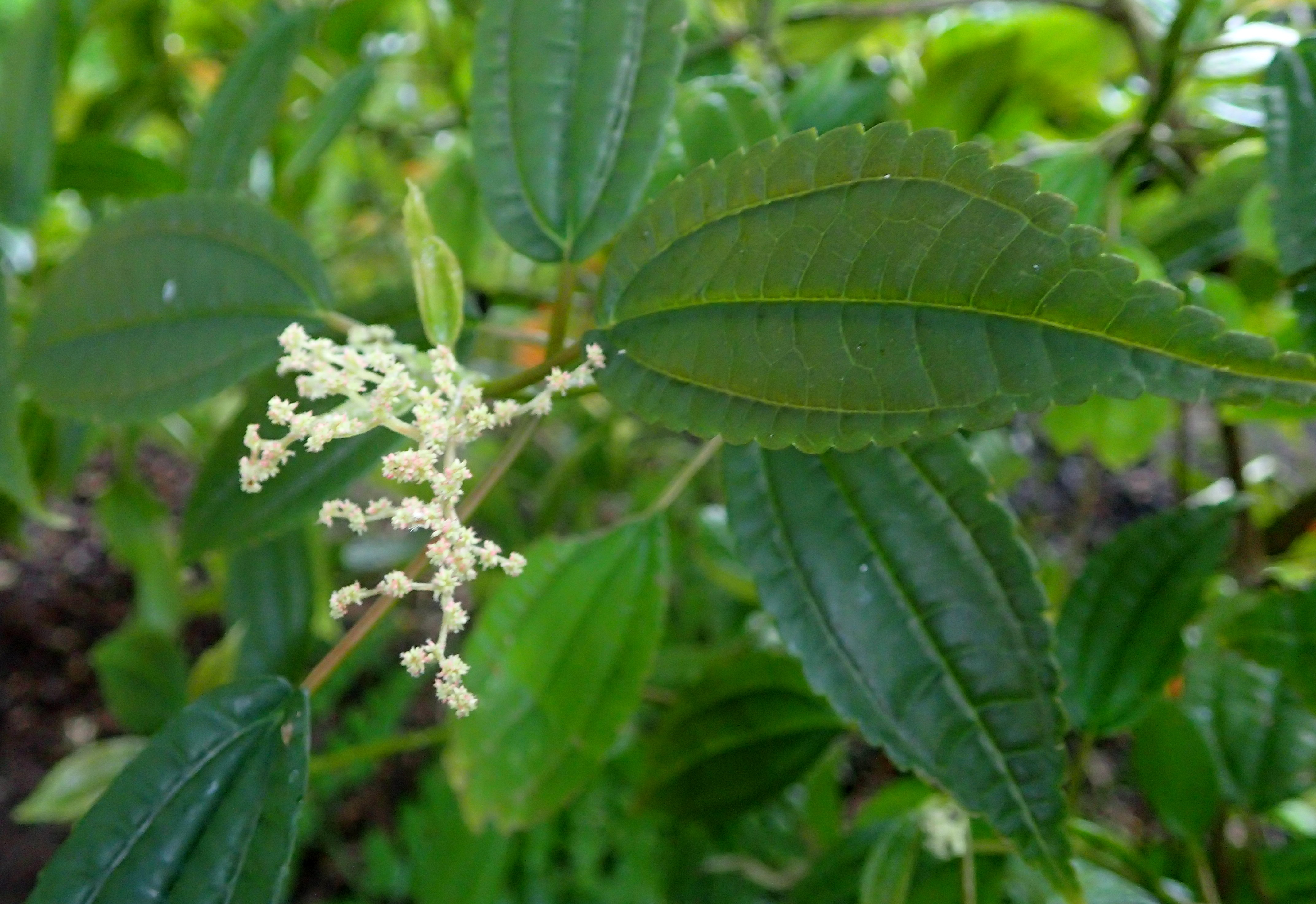
Pilea grandis

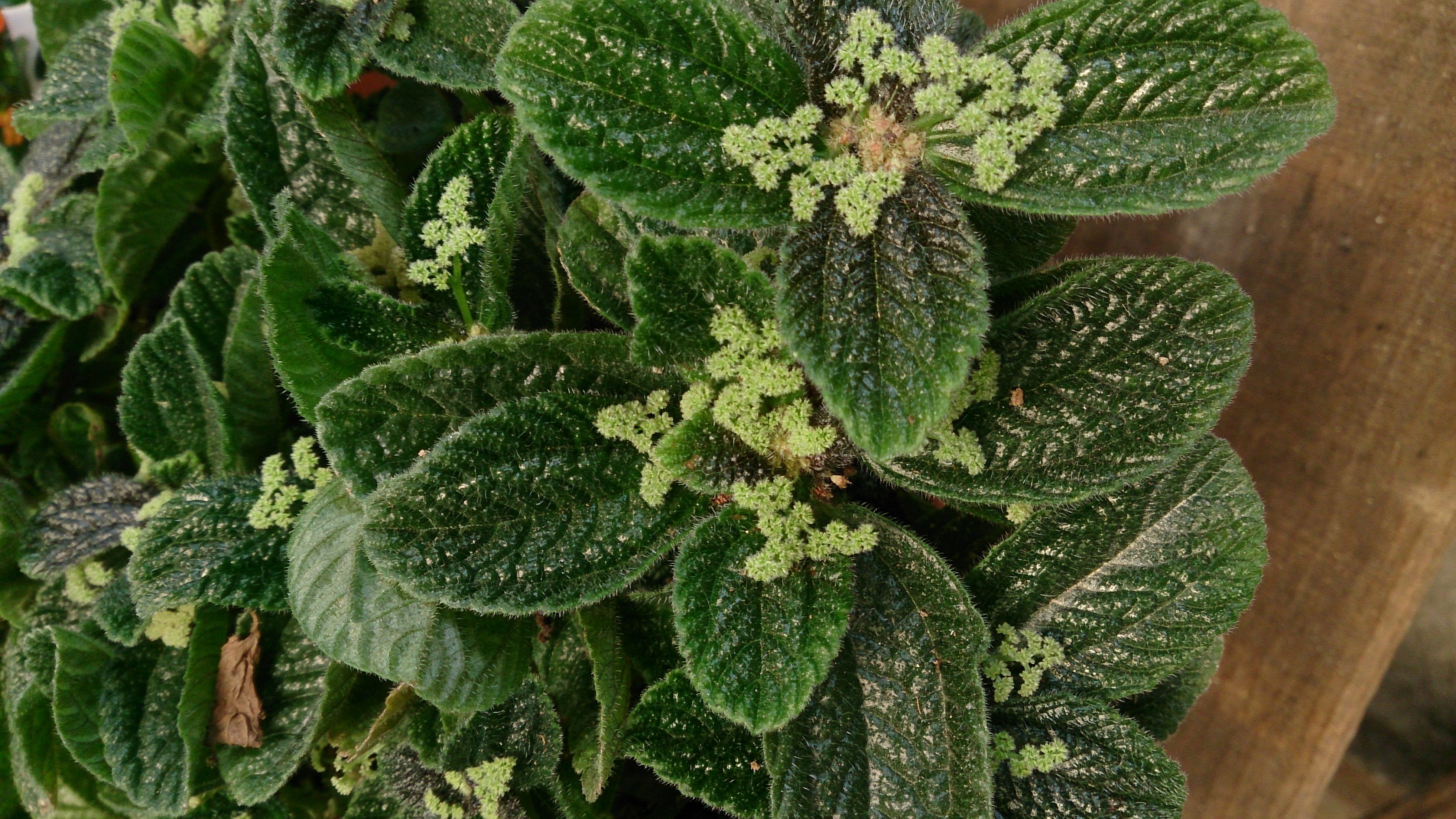
Eingehüllte Kanonierblume (Pilea involucrata)

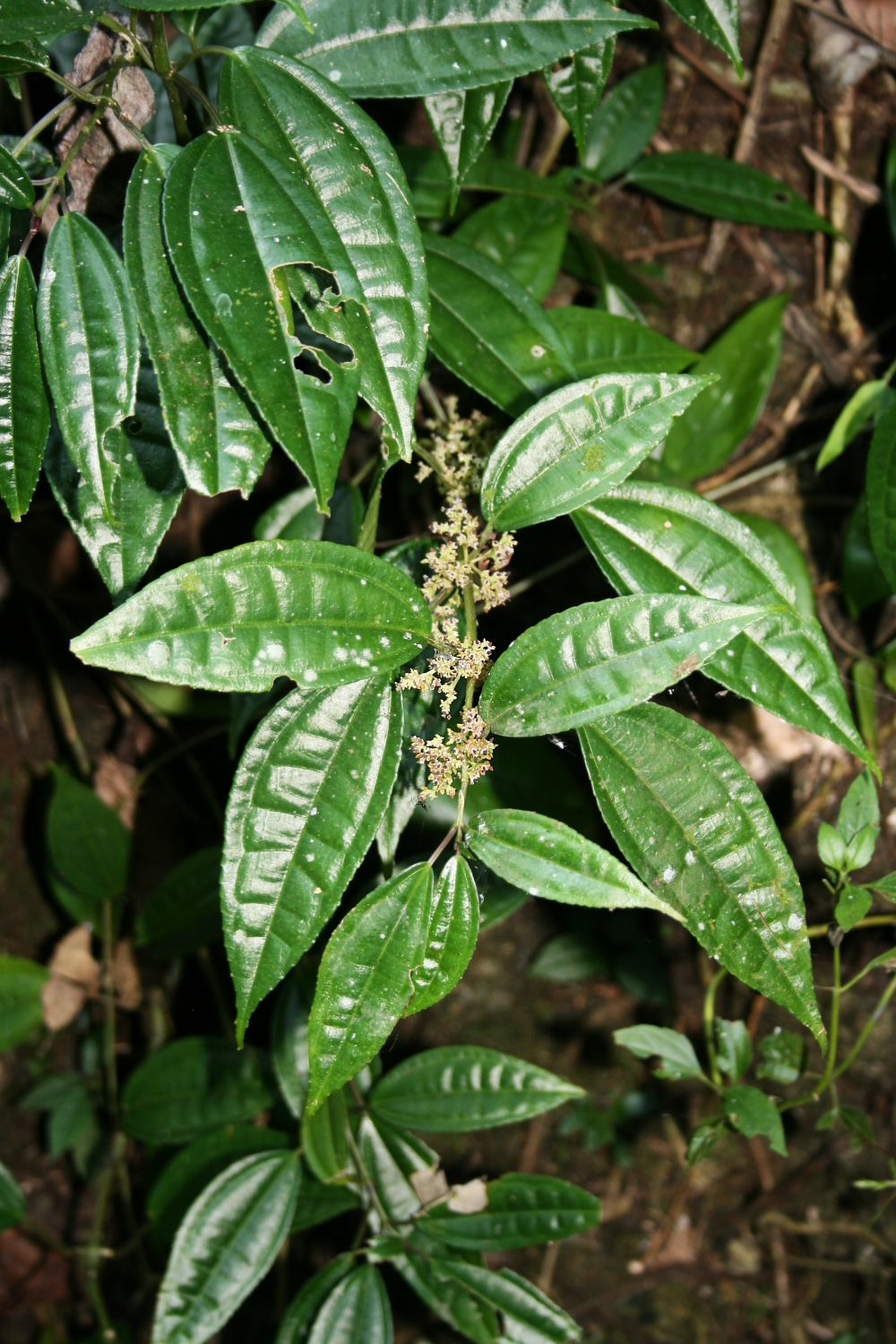
Pilea longicaulis

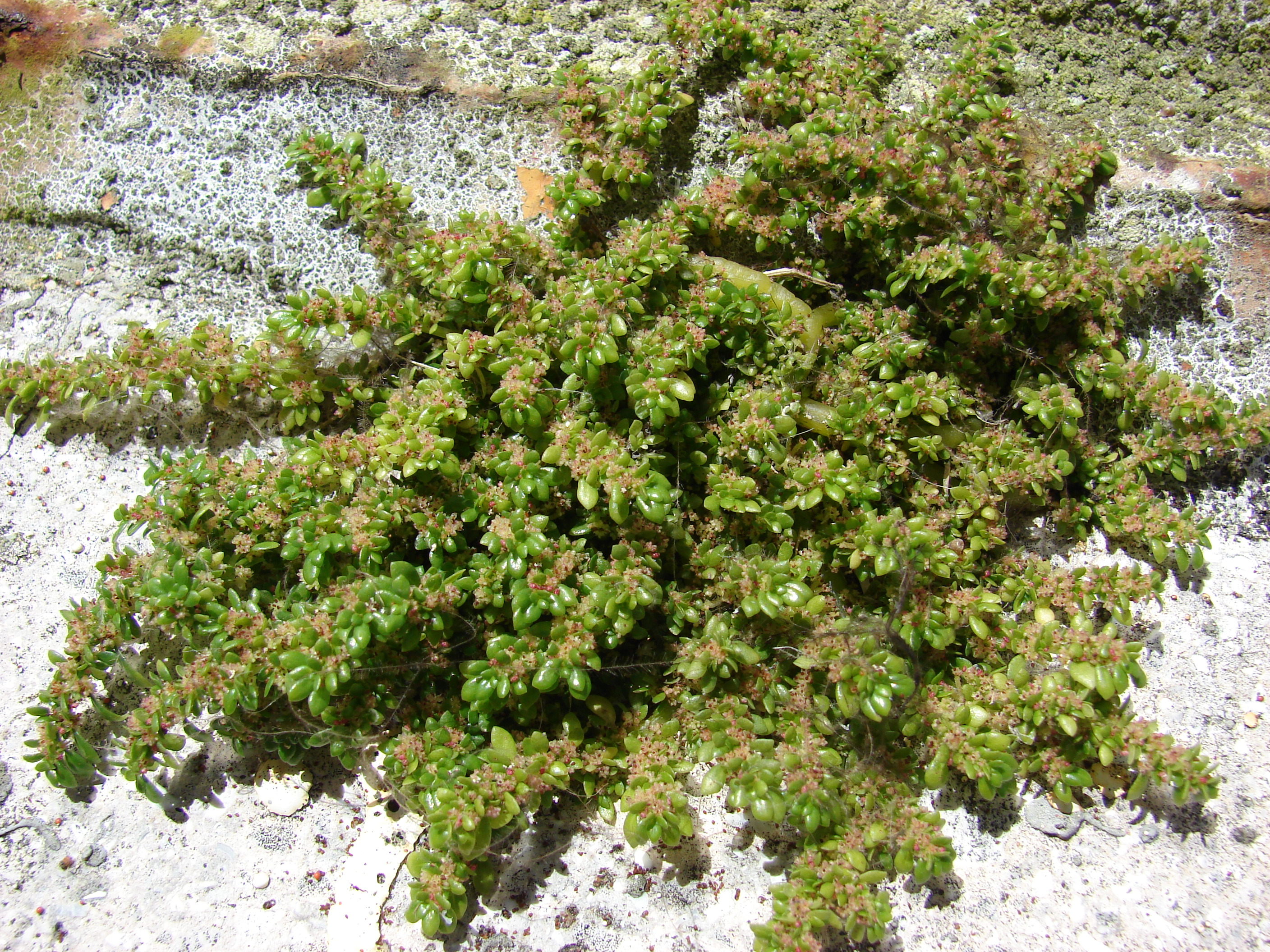
Kleinblättrige Kanonierblume (Pilea microphylla)

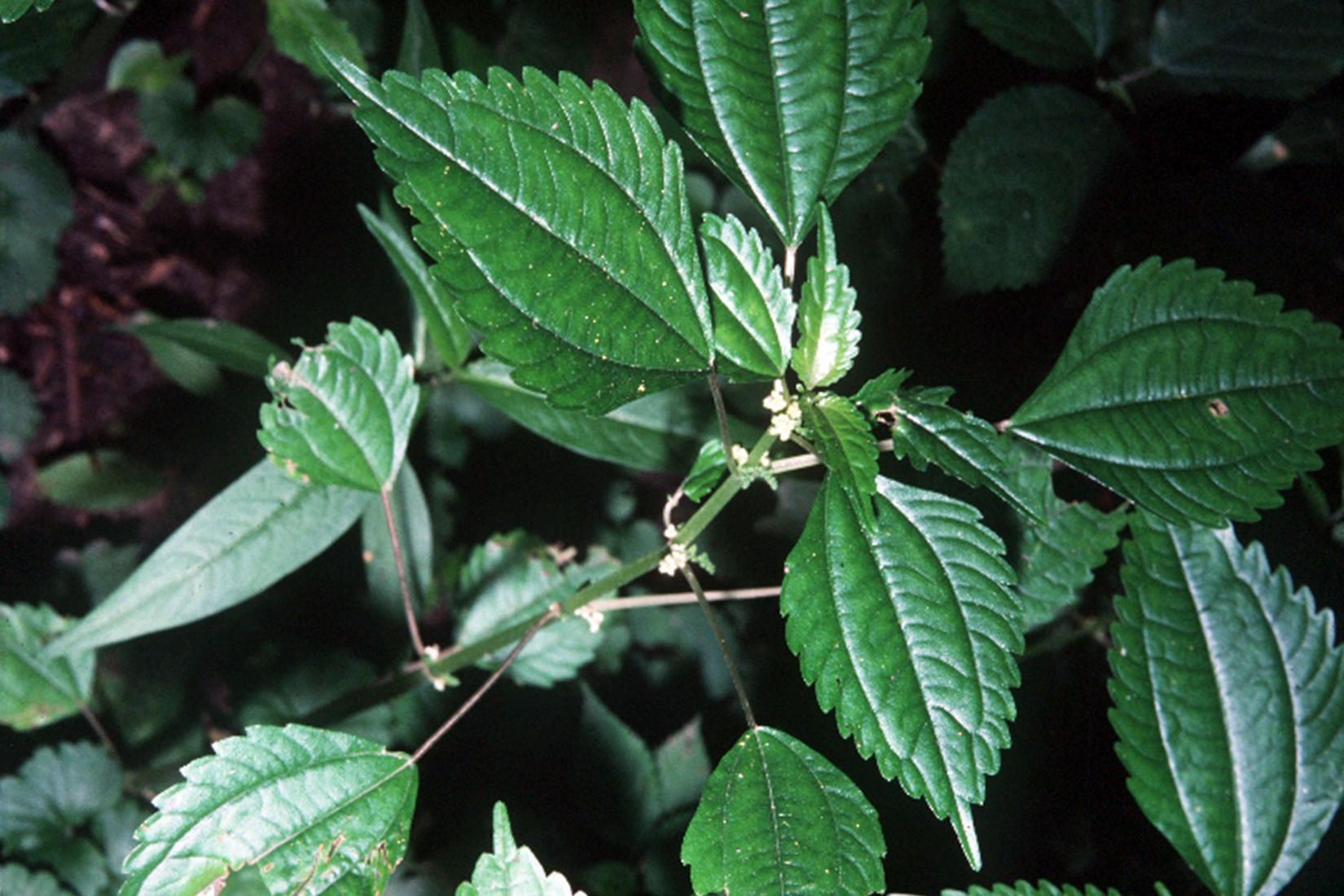
Pilea pumila

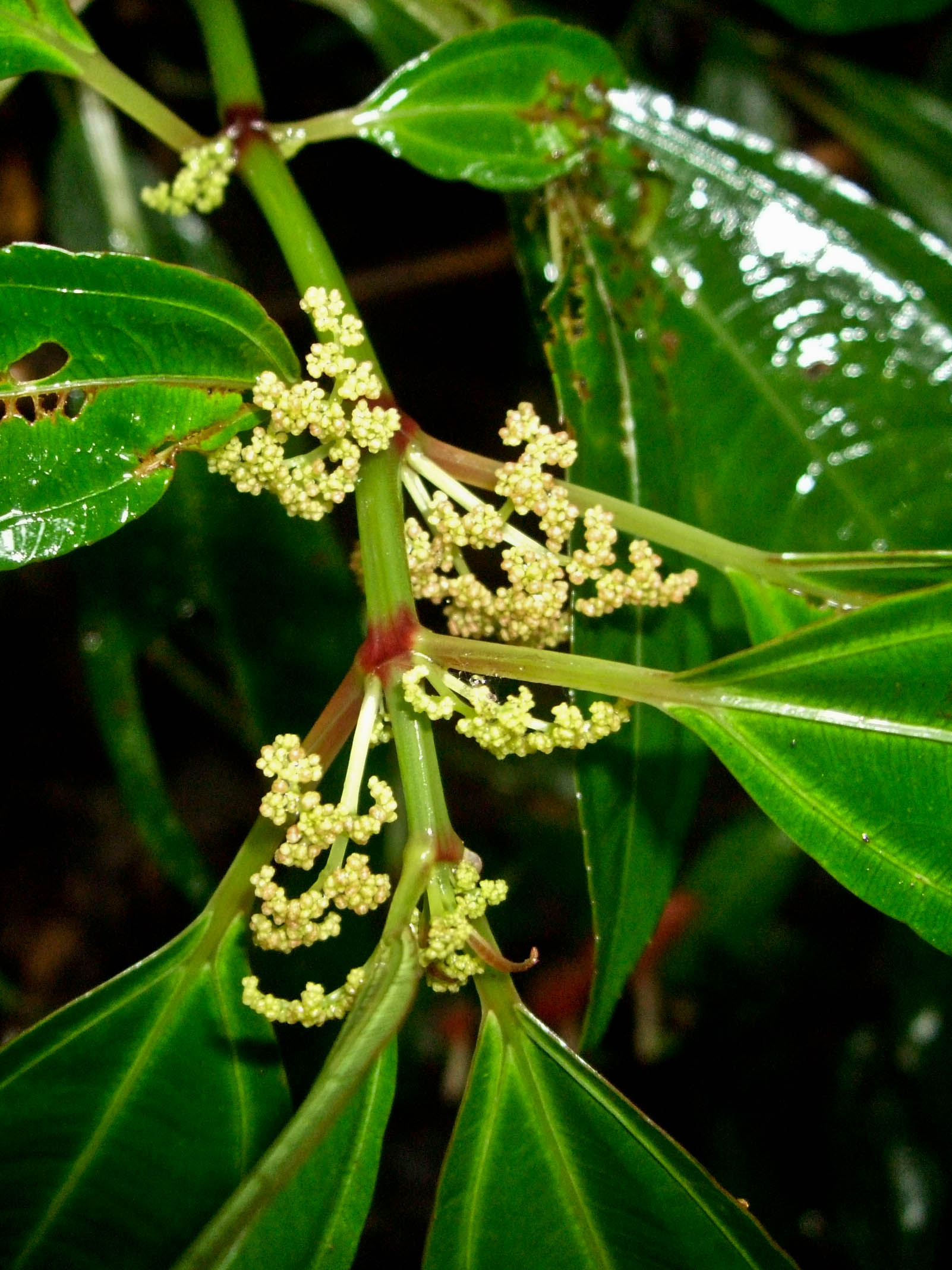
Pilea rotundinucula

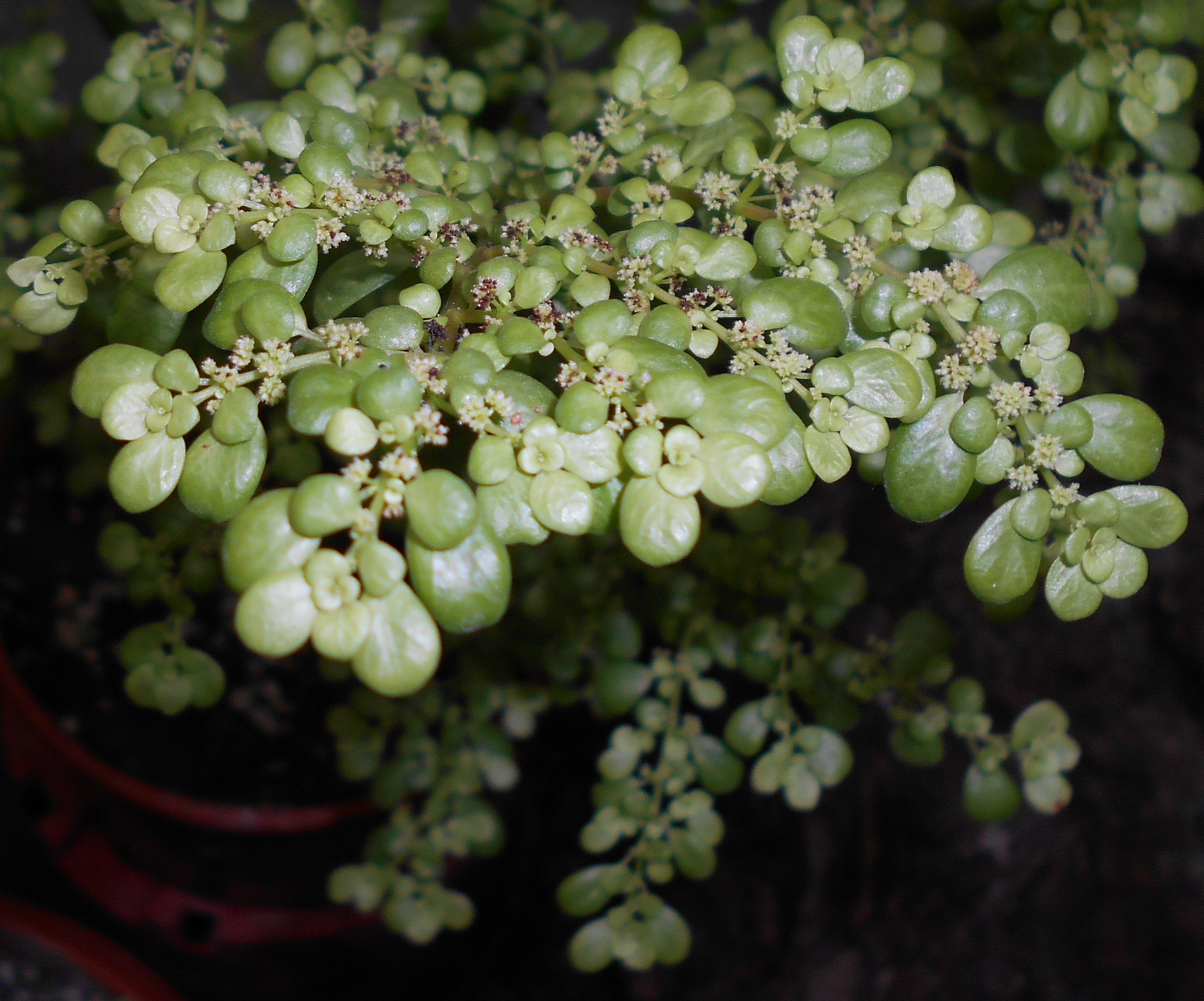
Pilea serpyllacea

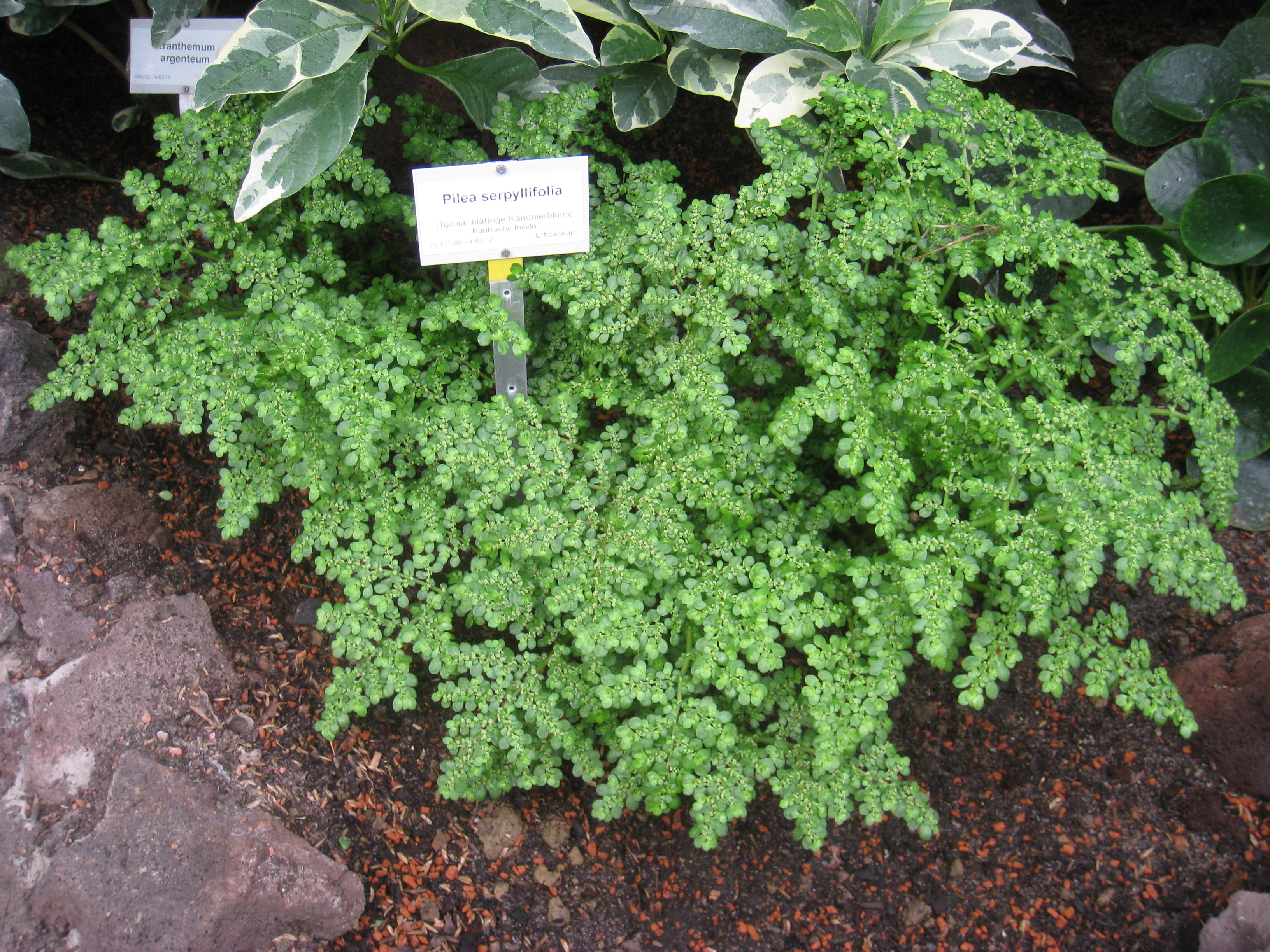
Pilea serpyllifolia

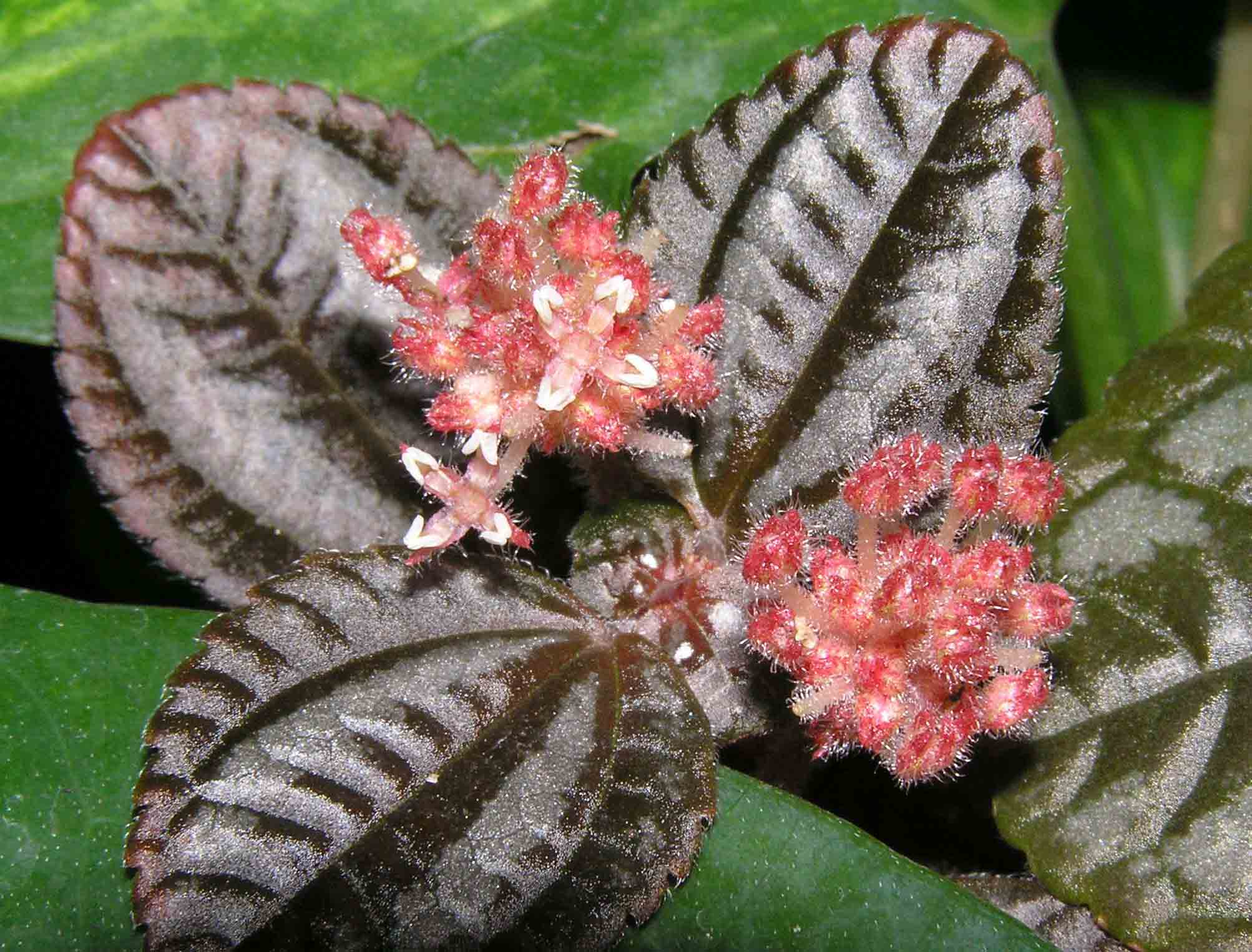
Pilea spruceana

## Systematik und Verbreitung
Je nach Auffassung besteht die Gattung aus 250 bis 400 Arten, die weltweit in den Tropen und Subtropen verbreitet sind. Einige wenige Arten kommen auch in gemäßigten Breiten vor.
Die meisten Arten bilden Unterbewuchs in schattigen, feuchten Wäldern. Hier eine Auswahl:
- Pilea amplistipulata C.J. Chen: Sie kommt im südlichen Yunnan vor.[1]
- Pilea angulata (Blume) Blume: Sie kommt in drei Unterarten in Indien, Indonesien, Japan, Sri Lanka, Vietnam und China vor.[1]
- Pilea anisophyllaWedd.: Sie kommt in Bhutan, Indien, Myanmar, Nepal, Sikkim und in China vor.[1]
- Pilea approximata C.B. Clarke: Sie kommt in Nepal, Bhutan, Sikkim und in China vor.[1]
- Pilea aquarum Dunn: Sie kommt in Japan, Vietnam, Taiwan und in China vor.[1]
- Pilea auricularis C.J. Chen: Sie kommt in Xizang und in Yunnan vor.[1]
- Pilea bambusifolia C.J. Chen: Sie kommt im südwestlichen Guizhou vor.[1]
- Pilea basicordata W.T. Wang ex C.J. Chen: Sie kommt in Guangxi vor.[1]
- Pilea boniana Gagnepain: Sie kommt in China und in Vietnam vor.[1]
- Pilea bracteosa Wedd.: Sie kommt in Indien, Nepal, Bhutan, Sikkim und in Xizang vor.[1]
- Pilea cadierei Gagnep. & Guillaumin: Sie kommt in Vietnam, Guizhou und Yunnan vor.[1]
- Pilea cangyuanensis H.W. Li: Sie kommt in Yunnan vor.[1]
- Pilea cavaleriei H. Léveillé: Sie kommt in zwei Unterarten in Bhutan und in China vor.[1]
- Pilea chartacea C.J. Chen: Sie kommt in Guangdong und vielleicht auch in Vietnam vor.[1]
- Pilea cordifolia J.D. Hooker: Sie kommt in Indien, Nepal, Sikkim, Xizang und Yunnan vor.[1]
- Pilea cordistipulata C.J. Chen: Sie kommt in China vor.[1]
- Pilea dolichocarpa C.J. Chen: Sie kommt in Guangxi, Yunnan und Vietnam vor.[1]
- Pilea elegantissima C.J. Chen: Sie kommt im nördlichen Thailand, in Sichuan und in Yunnan vor.[1]
- Pilea elliptilimba C.J. Chen: Sie kommt in China vor.[1]
- Pilea fontana (Lunell) Rydb.: Sie kommt vom südöstlichen Kanada bis zu den zentralen und östlichen Vereinigten Staaten vor.[2]
- Pilea funkikensis Hayata: Sie kommt in Taiwan vor.[1]
- Pilea gansuensis C.J. Chen: Sie kommt in Gansu und in Sichuan vor.[1]
- Pilea glaberrima (Blume) Blume: Sie kommt in Bhutan, Indonesien, Indien, Myanmar, Nepal, Sikkim und in China vor.[1]
- Pilea hexagona C.J. Chen: Sie kommt im nördlichen Vietnam und in Yunna vor.[1]
- Pilea hilliana Handel-Mazzetti: Sie kommt im nördlichen Vietnam und in China in Höhenlagen zwischen 100 und 2600 Metern vor.[1]
- Pilea hookeriana Wedd.: Sie kommt in Indien, Nepal, Bhutan, Sikkim und Yunnan vor.[1]
- Pilea howelliana Handel-Mazzetti: Sie kommt im südlichen und westlichen Yunnan vor.[1]
- Pilea insolens Wedd.: Sie kommt in Indien, Nepal, Bhutan und Xizang vor.[1]
- Eingehüllte Kanonierblume (Pilea involucrata (Sims) C.H.Wright & Dewar)
- Pilea japonica (Maximovicz) Handel-Mazzetti (Syn.: Nanocnide closii Léveillé & Vaniot): Sie kommt in China, Taiwan, Japan, Korea und im östlichen Sibirien vor.[1]
- Pilea linearifolia C.J. Chen: Sie kommt in Nepal und im südlichen Xizang vor.[1]
- Pilea lomatogramma Handel-Mazzetti: Sie kommt in China vor.[1]
- Pilea longicaulis Handel-Mazzetti: Sie kommt in drei Varietäten in China, in Laos und im nördlichen Vietnam vor.[1]
- Pilea longipedunculata Chien & C.J. Chen: Sie kommt in China, im nördlichen Thailand und im nördlichen Vietnam vor.[1]
- Pilea macrocarpa C.J. Chen: Sie kommt im südöstlichen Xizang vor.[1]
- Pilea martinii (H. Léveillé) Handel-Mazzetti: Sie kommt in Nepal, Bhutan, Sikkim und in China vor.[1]
- Pilea matsudae Yamamoto: Sie kommt in Taiwan vor.[1]
- Pilea media C.J. Chen: Sie kommt in China vor.[1]
- Pilea medogensis C.J. Chen: Sie kommt im nördlichen Indien und im südöstlichen Xizang in Höhenlagen zwischen 2400 und 3800 Metern vor.[1]
- Pilea melastomoides (Poir.) Wedd.: Sie kommt in Indien, Indonesien, Sri Lanka, Myanmar, Vietnam und in China vor.[1]
- Pilea menghaiensis C.J. Chen: Sie kommt im südlichen Yunnan vor.[1]
- Pilea microcardia Handel-Mazzetti: Sie kommt im nördlichen Guangxi vor.[1]
- Pilea microphylla (L.) Liebm.: Heimat: Mittelamerika, tropisches Südamerika, in Kroatien eingebürgert.[3]
- Pilea monilifera Handel-Mazzetti: Sie kommt in China vor.[1]
- Pilea multicellularis C.J. Chen: Sie kommt im nordwestlichen Yunnan vor.[1]
- Pilea notata C.H. Wright: Sie kommt in China, Taiwan und in Japan vor.[1]
- Pilea oxyodon Wedd.: Sie kommt in Indien, Nepal, Sikkim und im südlichen Xizang vor.[1]
- Pilea paniculigera C.J. Chen: Sie kommt im nördlichen Vietnam und im südöstlichen Yunnan vor.[1]
- Pilea panzhihuaensis C.J. Chen, A.K. Monro & L. Chen: Sie kommt im westlichen Guizhou und im südwestlichen Sichuan vor.[1]
- Pilea pauciflora C.J. Chen: Sie kommt in Gansu und in Sichuan vor.[1]
- Pilea pellionioides C.J. Chen: Sie kommt im nordwestlichen Yunnan vor.[1]
- Pilea peltata Hance: Sie kommt in China vor.[1]
- Pilea penninervis C.J. Chen: Sie kommt im nördlichen Vietnam und in China vor.[1]
- Pilea peperomioides Diels: Heimat: West-Yunnan
- Pilea peploides (Gaudichaud-Beaupré) W.J. Hooker & Arnott: Sie kommt in Asien und auf Hawaii vor.[1]
- Pilea plataniflora C.H. Wright: Sie kommt in Thailand, im nördlichen Vietnam, in Taiwan und in China vor.[1]
- Pilea pseudonotata C.J. Chen: Sie kommt im nördlichen Vietnam und in China vor.[1]
- Pilea pumila (L.) A. Gray: Sie kommt in drei Varietäten in Ostasien und in Nordamerika vor.[1]
- Pilea racemiformis C.J. Chen: Sie kommt im nördlichen Vietnam und in Guangxi vor.[1]
- Pilea racemosa (Royle) Tuyama: Sie kommt in Indien, Nepal, Bhutan, Sikkim und in China in Höhenlagen zwischen 2200 und 5400 Metern vor.[1]
- Pilea receptacularis C.J. Chen: Sie kommt in China vor.[1]
- Pilea rostellata C.J. Chen: Sie kommt im westlichen Yunnan vor.[1]
- Pilea rotundinucula Hayata: Sie kommt in Taiwan vor.[1]
- Pilea rubriflora C.H. Wright: Sie kommt in Hubei und in Sichuan vor.[1]
- Pilea salwinensis (Handel-Mazzetti) C.J. Chen: Sie kommt in Myanmar und im westlichen Yunnan vor.[1]
- Pilea scripta (Buchanan-Hamilton ex D. Don) Weddell: Sie kommt in Indien, Nepal, Kaschmir, Bhutan, Sikkim, Myanmar, Sichuan und Yunnan vor.[1]
- Pilea semisessilis Handel-Mazzetti: Sie kommt im nördlichen Thailand und in China vor.[1]
- Pilea sinocrassifolia C.J. Chen: Sie kommt in China vor.[1]
- Pilea sinofasciata C.J. Chen: Sie kommt in Indien, Thailand, Sikkim und China vor.[1]
- Pilea somae Hayata: Sie kommt im südlichen Taiwan vor.[1]
- Pilea spicata C.J. Chen & A.K. Monro (Syn.: Pilea myriantha (Dunn) C.J. Chen): Sie kommt im nordöstlichen Indien und im südöstlichen Xizang vor.[1]
- Pilea spinulosa C.J. Chen: Sie kommt im nördlichen Vietnam und in China vor.[1]
- Pilea squamosa C.J. Chen: Sie kommt in Indien, Nepal, Bhutan, Sikkim und in China vor.[1]
- Pilea subcoriacea (Handel-Mazzetti) C.J. Chen: Sie kommt in China vor.[1]
- Pilea subedentata Chien & C.J. Chen: Sie kommt auf Hainan vor.[1]
- Pilea swinglei Merrill: Sie kommt in Myanmar und in China vor.[1]
- Pilea symmeria Weddell: Sie kommt in Indien, Nepal, Bhutan, Sikkim und in Xizang vor.[1]
- Pilea ternifolia Weddell: Sie kommt in Indien, Nepal, Bhutan, Sikkim und im südlichen Xizang vor.[1]
- Pilea trianthemoides Lindl.
- Pilea tsiangiana Metcalfe: Sie kommt im nördlichen Vietnam und in China vor.[1]
- Pilea umbrosa Blume: Sie kommt im nördlichen Indien, in Kaschmir, Nepal, Bhutan, Xizang und in Yunnan vor.[1]
- Pilea unciformis C.J. Chen: Sie kommt im nördlichen Vietnam und im südöstlichen Yunnan vor.[1]
- Pilea verrucosa Handel-Mazzetti: Sie kommt in drei Varietäten im nördlichen Vietnam und in China vor.[1]
- Pilea villicaulis Handel-Mazzetti: Sie kommt im südlichen Yunnan vor.[1]
- Pilea wightii Weddell: Sie kommt im südlichen Indien, in Sri Lanka und in China vor.[1]

## Nutzung
Einige Arten werden als Zierpflanzen gezogen. Auch in Botanischen Gärten bilden sie manchmal den Unterbewuchs in den Tropenhäusern. Da diese Arten gleich bleibend hohe Temperaturen und hohe Luftfeuchtigkeit brauchen, eignen sie sich auch gut für Terrarien.
Zu diesen Arten gehören z. B.:
- Pilea peperomioides Diels, eine auch als Zierpflanze verwendete Art aus Südostasien; große, runde/"talerförmige" Blätter (Durchmesser bis 10 cm, Stiele bis zu 30 Zentimeter lang; siehe Bild) Pilea peperomioides

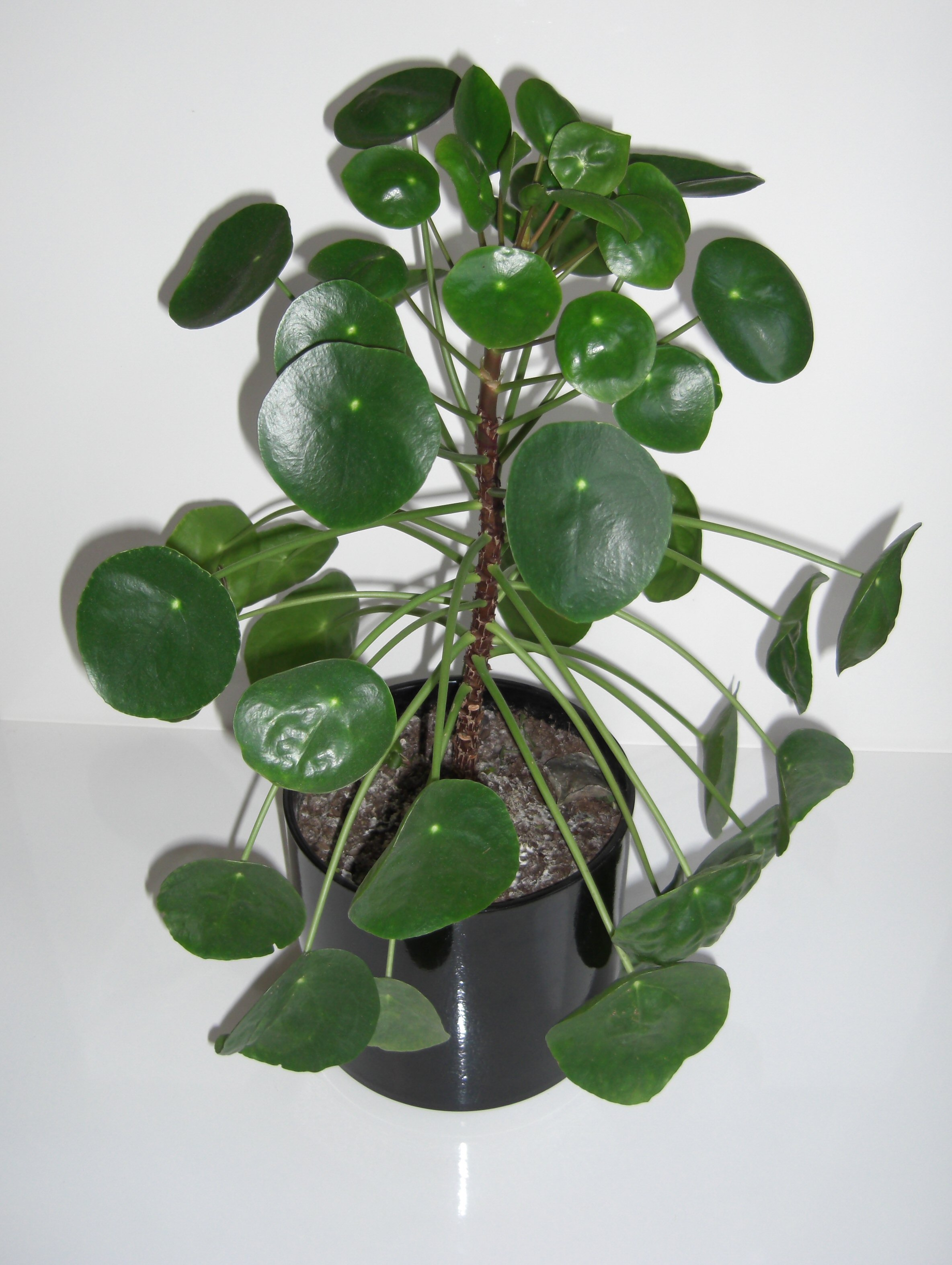
Pilea peperomioides

- Aluminiumpflanze oder Cadières Kanonierblume oder Vietnamesische Kanonierblume (Pilea cadierei Gagnepain & Guillemin), eine Zierpflanze aus Südostasien mit silbrig gezeichneten Blättern (daher der deutsche Name).
- Eingehüllte Kanonierblume (Pilea involucrata (Sims) Urb.), eine Art aus Mittel- und Südamerika mit behaarten Blättern, die ebenfalls eine silbrige oder rötliche Zeichnung haben.
- Kleinblättrige Kanonierblume (Pilea microphylla (Linnaeus) Liebmann). Bei dieser Art, die ebenfalls aus Mittel- und Südamerika stammt, ist das Ausschleudern der Samen besonders deutlich.
- Münzenblättrige Kanonierblume (Pilea nummulariifolia (Sw.) Wedd.); Heimat: Mittelamerika und tropisches Südamerika